# Sword of Fargoal
Sword of Fargoal est un jeu vidéo de type roguelike développé par Jeff McCord et publié par Epyx en 1982 sur Commodore VIC-20 avant d'être porté en 1983 sur Commodore 64 et IBM PC. Dans les années 2000, il fait l'objet d'un remake sur PC développé par Paul Prodham et Elias Pscherning. Avec ces derniers, Jeff McCord porte ensuite le jeu sur iPhone. Le joueur incarne un aventurier chargé de récupèrer une épée légendaire dérobée par un sorcier maléfique. Il doit pour cela explorer les 15 à 20 niveaux d'un donjon à la recherche de l'épée avant de la ramenée à la surface. Chaque niveau et recouvert brouillard de guerre qui cache au joueur les zones du donjon qu'il n'a pas encore exploré. En combattant les créatures qu'il rencontre, le héros gagne de l'expérience qui lui permet ensuite de gagner des niveaux et de devenir plus puissant. Dans chaque niveau du donjon, le joueur peut découvrir un temple qui lui permet d'échangé l'or qu'il a récupérer contre de l'expérience, de se soigner et de rester à l’abri des créatures démoniaques.
Bien que le jeu rencontre un certain succès auprès des joueurs et des critiques, son résultat commercial est mitigé et il rapporte moins de 40 000 $ de royalties à son auteur. Il est notamment classé en 147e position du classement des meilleurs jeux de tous les temps publié dans le magazine Computer Gaming World en 1996.

## Système de jeu
Sword of Fargoal est un roguelike dans lequel le joueur incarne un aventurier qui explore un donjon infesté de monstres qu’il doit combattre pour gagner de l’expérience et des trésors. Son objectif final est de récupérer une épée légendaire – dissimulée dans le donjon par un sorcier maléfique – puis de remonter à la surface dans un temps limité. Le donjon est constitué de quinze à vingt niveaux qui sont générés aléatoirement à chaque nouvelle partie. Les niveaux sont représentés sous la forme d’un damier sur lequel le héros, les murs, les escaliers, les monstres, les pièges et les trésors sont représentés par des sprites. Un brouillard de guerre masque au joueur les zones qu’il n’a pas encore exploré. Le joystick permet au joueur de contrôler les déplacements de son personnage et le clavier lui permet d’utiliser onze capacités spéciales comme lancer un sort, boire une potion, monter des escaliers ou enterrer de l’or. Le personnage du joueur est caractérisé par deux attributs : sa compétence au combat et sa résistance qui détermine la quantité de dégât qu’il peut subir avant de mourir. Chaque niveau du donjon abrite un temple qui permet au joueur d'échangé l'or qu'il a récupérer contre de l'expérience, de se soigner et de rester à l’abri des créatures démoniaques.

## Développement
Sword of Fargoal est développé par Jeff McCord à partir de 1979. Celui-ci s’intéresse très tôt à la programmation. Son père travaille en effet comme professeur d’informatique à l’université du Kentucky ce qui lui permet d’accéder aux meilleurs ordinateurs de l’époque et de découvrir le jeu d'aventure textuel Colossal Cave Adventure (1975) auquel il consacre beaucoup de temps. Alors qu’il est encore au lycée, son père achète un ordinateur Commodore PET et il commence à programmer ses propres jeux. Il s’inspire notamment d’une campagne de Donjons et Dragons à laquelle il joue depuis quelques années pour développer un jeu vidéo de rôle en BASIC qu’il baptise GammaQuest. Entre fin 1979 et début 1980, soit plusieurs mois avant la sortie de Rogue, il termine le développement de GammaQuest II qui intègre déjà les caractéristiques essentielles d'un roguelike dont un système de génération procédurale de niveaux. Après avoir intégré l’Université du Tennessee en 1981, il entend parler d’un étudiant de son âge ayant obtenu un contrat avec un éditeur et décide alors de faire publier GammaQuest. Il en envoi des copies à plusieurs éditeurs de jeux vidéo et signe finalement un contrat avec Epyx qui lui offre une avance de 2 000 $. Avec cet argent, il se rend au siège d’Epyx à Palo Alto en Californie où il passe plusieurs mois à adapter son jeu sur le Commodore VIC-20. Le jeu est alors renommé Sword of Fargoal avant d’être publié en 1982. Il porte le jeu sur Commodore 64 moins d’un an après. Le jeu rencontre un certain succès et lorsqu’il est publié sur IBM PC en 1983, il éclipse notamment la version PC de Rogue (publié la même année) grâce à de meilleurs graphismes et effets sonores. Son relatif succès auprès des critiques et des joueurs n'en font cependant pas un succès commercial et il rapporte finalement moins de 40 000 $ de royalties à son auteur. 
Dans les années 2000, Paul Pridham et Elias Pscherning décident de porter  Sword of Fargoal sur PC afin de rendre hommage au jeu dont ils sont fans,. Ils terminent cette adaptation en deux semaines et entre alors en contact avec Jeff McCord pour lui présenter leur remake. Impressionné, celui-ci en fait un remake officiel et met un lien permettant de le télécharger sur le site officiel du jeu. Dans les années suivantes, Elias Pscherning adapte également le jeu sur Macintosh et ils discutent régulièrement de l’opportunité de porter le jeu sur d’autres supports. En 2007, après l’annonce de la sortie de l’iPhone, Jeff McCord contacte donc ses deux fans et leur propose de travailler sur une version iOS de Sword of Fargoal. Paul Pridham prend alors en charge la majeure partie de la conception et de la programmation. Pour le code et l’interface, il est ponctuellement aidé par Elias Pscherning alors Jeff McCord se charge de l’aspect commercial. Après environ un an de développement, le jeu est publié sur iPhone en 2009 puis porté sur iPad. Il rencontre alors un certain succès avec plus de 100 000 téléchargements,. 